# サム・スキナー
サム・スキナー（Sam Skinner、1995年1月31日 - ）は、ユナイテッド・ラグビー・チャンピオンシップエディンバラ・ラグビーに所属するラグビーユニオン選手。

## プロフィール
- イングランド・エクセター出身。
- ポジションはロック(LO)、フランカー(FL)。
- 身長 196cm、体重 116kg
- U20イングランド代表に選ばれたことがある[1]。
- スコットランド代表キャップは16（2022年2月現在）。

## 略歴
2014年、エクセター・チーフスに加入。
2022年、エディンバラに加入。